# Лакандонская сельва

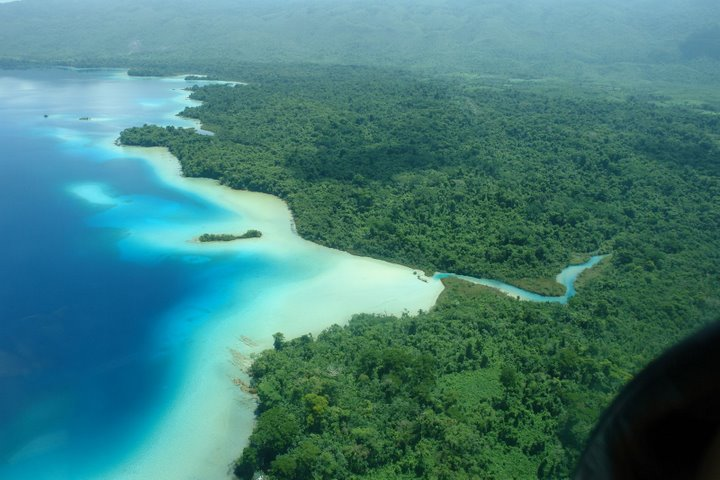
Лагуна Мирамар в Лакандонской сельве

Лакандонская сельва (исп. Selva Lacandona, Лакандонские джунгли) — область дождевых лесов, которая простирается от мексиканского штата Чьяпас через Гватемалу до южной части полуострова Юкатан. Сердце этого тропического леса находится в биосферном заповеднике Montes Azules в штате Чьяпас на границе с Гватемалой в регионе Монтаньяс дель Ориенте. Хотя большая часть сельвы вне заповедника частично или полностью уничтожена, и разрушения есть и внутри заповедника, Лакандонская сельва по-прежнему является крупнейшим горным лесом Северной Америки и одним из последних лесов, где водятся ягуары. В сельве произрастают 1500 видов деревьев, живут 33% всех мексиканских видов птиц, 25% всех мексиканских видов животных, 44% всех мексиканских дневных бабочек и 10% видов рыб Мексики.
Сельва также является домом для ряда важных археологических памятников культуры майя, включая Паленке, Йашчилан, Бонампак и многочисленные небольшие участки, которые остаются частично или полностью нераскопанными. Этот тропический лес, особенно область внутри биосферного заповедника, является источником политической напряженности, стравливая САНО или сапатистов и их союзников из коренных народов, которые хотят обрабатывать землю, с международными экологическими группами и лакандонскими майя, местными коренными жителями, которые имеют право собственности на большинство земель в Montes Azules.

## Заповедник и сапатисты
САНО, широко известные как сапатисты, вышли на передний план политической жизни Чьяпаса в середине 1990-х годов благодаря своему восстанию. С тех пор в основном их поддерживают коренные общины Лакандонской сельвы и районы вокруг Сан-Кристобаль-де-лас-Касас. Хотя переселение в сельву началось в начале XX века, она ускорилась в 1990-х годах, когда сапатисты поощряли людей захватывать «незанятую сельву». По этой причине сапатистов не поддерживают лакандоны, которые опасаются за деревни и безопасность людей при столкновении с САНО.
Сапатисты утверждают, что как коренные земледельцы, они являются лучшими защитниками леса, и что они хотят превратить Montes Azules в «Заповедник индейцев-земледельцев», лоскутное одеяло из ферм и сельв.
Это настраивает против них лакандонов и защитников окружающей среды, которые заявляют, что сельву больше нельзя использовать. Они также заявляют, что сельскохозяйственные методы не помогают облегчить экономическое положение переселенцев, поскольку они могут обрабатывать участок только в течение нескольких урожаев, пока почва не истощится.
Сапатисты обвинили экологов в сговоре с правительством и корпорациями, а лакандонцев слишком мало, чтобы бросить вызов другим группам, несмотря на то, что индейцы — законные владельцы большей части заповедника. Несколько раз поселенцев пытались выселить из заповедника, особенно из тридцати двух незаконных поселений, но сапатисты и их союзники оказали жестокий отпор.
В 2005 году некоторые общины, поддерживающие сапатистов, решили переселиться, оставаясь против принудительного переселения. К ним относятся населенные пункты Primero de Enero, Санта-Крус, Ocho de Octubre и Сан-Исидро. После этого лидер САНО, субкоманданте Маркос, в коммюнике предостерег от попыток принудительного выселения любого дружественного сапатистам сообщества.
В 2008 году сапатисты и их союзники запретили вход федеральной полиции и армии в эхидо Ла Гарруча, Сан-Алехандро и Hermenegildo Galena, где те искали поля марихуаны. Сапатисты заявили, что войска не имеют права входить на эти земли. Тем не менее уже в 2010 году полиция и войска силой выгнали индейцев из старых и новых незаконных поселений за границу охраняемых зон. В 2011 году САНО распространила еще одно предупреждение, что операции против этих поселений представляют угрозу для коренных народов Мексики. Сапатисты и некоторые НПО, такие как Maderas del Pueblo deSureste, выступают против программ Сокращения выбросов против обезлесения и деградации лесов, поскольку она «превращает в товар» культуру коренных народов, давая ей коммерческую ценность по отношению к окружающей среде. Один из аспектов программы — плата местным эхидо или другим общинам за то, чтобы они держали часть своих земель в диком состоянии и/или участвовали в восстановлении сельвы.